# Bilecik (prowincja)
Prowincja Bilecik (tur. Bilecik ili) – jednostka administracyjna w zachodniej Turcji (Region Marmara – Marmara Bölgesi), położona na obszarze starożytnej Bitynii.

## Dystrykty

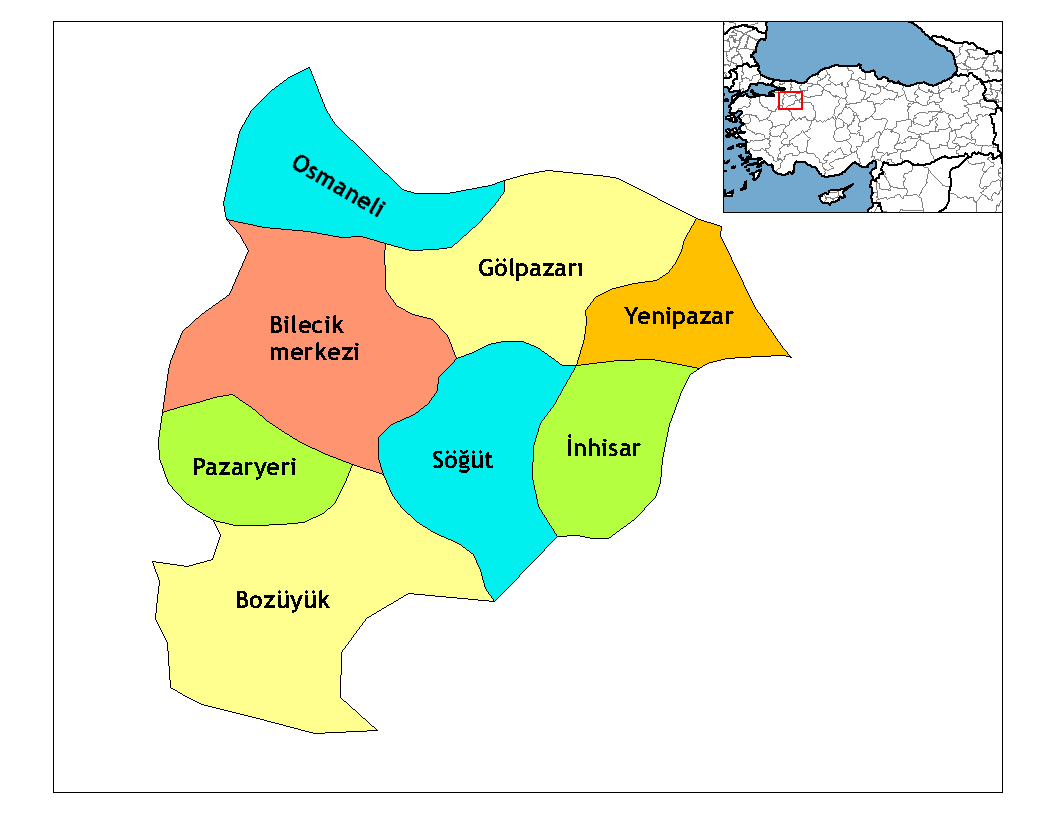
Dystrykty w prowincji Bilecik

Prowincja Bilecik dzieli się na osiem dystryktów:
- Bilecik
- Bozüyük
- Gölpazarı
- İnhisar
- Osmaneli
- Pazaryeri
- Söğüt
- Yenipazar